# Jelena Timofejevová
Jelena Timofejevová (rusky: Елена Тимофеева; rozená Маркушева; * 1996) je ruská sportovní lezkyně, juniorská mistryně světa a vicemistryně Evropy a vítězka Evropského poháru juniorů v lezení na rychlost.
Ještě v roce 2016 závodila pod jménem Jelena Markuševa ((anglicky) Elena Markusheva).

## Výkony a ocenění

### Závodní výsledky
| Mistrovství světa | Mistrovství světa | Mistrovství světa |
| Rok               | 2016              | 2018              |
| ----------------- | ----------------- | ----------------- |
| Rychlost          | 21                |                   |

| Světový pohár | Světový pohár | Světový pohár | Světový pohár | Světový pohár | Světový pohár | Světový pohár  |
| Rok           | 2013          | 2014          | 2015          | 2016          | 2017          | 2018           |
| ------------- | ------------- | ------------- | ------------- | ------------- | ------------- | -------------- |
| Rychlost      |               |               |               |               |               | 4              |
| jednotlivě    |               |               |               |               |               | ,,8,16,17,14,, |

| Mistrovství Evropy | Mistrovství Evropy | Mistrovství Evropy |
| Rok                | 2015               | 2017               |
| ------------------ | ------------------ | ------------------ |
| Rychlost           | 8                  | 5                  |

| Akademické mistrovství Evropy | Akademické mistrovství Evropy |
| Rok                           | 2015                          |
| ----------------------------- | ----------------------------- |
| Rychlost                      | 4                             |

| Mistrovství světa juniorů | Mistrovství světa juniorů | Mistrovství světa juniorů | Mistrovství světa juniorů |
| Rok                       | 2013 kat. A               | 2014 juniorky             | 2015 juniorky             |
| ------------------------- | ------------------------- | ------------------------- | ------------------------- |
| Rychlost                  | 1                         | 7                         | 3                         |

| Mistrovství Evropy juniorů | Mistrovství Evropy juniorů |
| Rok                        | 2013 kat. A                |
| -------------------------- | -------------------------- |
| Rychlost                   | 2                          |

| Evropský pohár juniorů | Evropský pohár juniorů |
| Rok                    | 2014 juniorky          |
| ---------------------- | ---------------------- |
| Rychlost               | 1                      |
| jednotlivě             |                        |